# Megalomus uniformis
Megalomus uniformis is een insect uit de familie van de bruine gaasvliegen (Hemerobiidae), die tot de orde netvleugeligen (Neuroptera) behoort. 
Megalomus uniformis is voor het eerst wetenschappelijk beschreven door Banks in 1935.